# トゥルジャープル

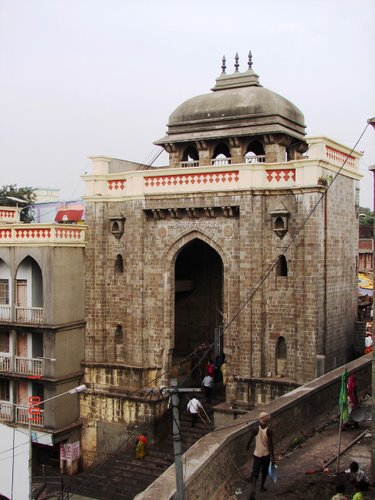
トゥルジャー・バヴァーニー寺院の門

トゥルジャープル（マラーティー語：तुळजापूर、英語：Tuljapur）は、インドのマハーラーシュトラ州、ウスマーナーバード県の都市。トゥラジャープルとも。

## 歴史
町の名前は12世紀に建設されたトゥルジャー・バヴァーニー寺院に由来する。

## 人口
2011年の統計では、人口は31,714人。